# Mads Roke Clausen
Mads Roke Clausen (født 2. juni 1968 i Vordingborg) har siden 2021 været direktør i LOS (Landsorganisationen for sociale tilbud). Han var tidligere direktør i Mødrehjælpen og formand for Frivilligrådet.

## Karriere og tillidshverv
Mads Roke Clausen har siden 1. maj 2021 været direktør i LOS (Landsorganisationen for sociale tilbud). I 12 år var han direktør for Fonden Mødrehjælpen, og i 2018 påbegyndte Clausen sin ph.d. på Roskilde Universitet og London School of Economics. Før det var han ansat i Arbejdsministeriet som taleskriver for Arbejdsminister Ove Hygum og projektleder for udviklingen af regeringens seniorpolitik i samarbejde med arbejdsmarkedets parter.[kilde mangler] Han har desuden været ansat i Socialministeriet, hvor han ligeledes har arbejdet med frivilligt, socialt arbejde.
Clausen er bestyrelsesmedlem i Lilljeborgfonden og Bikubenfonden. Fra 2018 til 2021 var han formand for Frivilligrådet. Derudover fungerede han som formand For Komitéen For Good Governance i frivillige, sociale organisationer fra 2019 til 2021.[kilde mangler]
Han blev i 2022 tildelt ordenen Ridder af Dannebrog for sin indsats på det sociale område og på frivilligområdet.

## Uddannelse
- Postgraduate Diploma in Organizational Leadership fra Saïd Business School, University of Oxford med distinction for afhandling om organisationskulturens betydning for performance I frivillige sociale organisationer (2017). Han fik i den forbindelse prisen som Outstanding Alumnus of the Oxford Advanced Management and Leadership Programme.[8]
- Han har en Diplomuddannelse i Kommunikation – Danmarks Forvaltningshøjskole (2002).
- Er uddannet cand.scient.adm. fra Roskilde Universitet (1997)
- Læst social policy ved The University of Edinburgh, Department of Social Policy and Social Work (1994-95).